# Eduardo Restivo
Eduardo Restivo (Montevideo, 17 de diciembre de 1936 - 24 de diciembre de 2003, Buenos Aires) fue un futbolista uruguayo nacionalizado argentino. Jugaba de delantero y su primer club fue Chacarita Juniors. Desarrolló su carrera en la Argentina.

## Carrera
Comenzó su carrera en 1960 jugando para Chacarita Juniors, estando ligado al equipo funebrero hasta 1963. En 1964 volvió a su país natal para jugar en Cerro. En 1965 se trasladó a Gimnasia La Plata, estando allí hasta el año 1966. En 1967 estuvo en Defensor Arica, a pedido del entrenador argentino Benicio Acosta. En 1968 termina su carrera en el San Lorenzo de Mar del Plata.

## Fallecimiento
Falleció en Buenos Aires el 24 de diciembre de 2003 a los 67 años de edad.

## Clubes[1]
| Club                         | País      | Año       |
| ---------------------------- | --------- | --------- |
| Chacarita Juniors            | Argentina | 1960-1963 |
| Cerro                        | Uruguay   | 1964      |
| Gimnasia La Plata            | Argentina | 1965-1966 |
| Atlético Nacional            | Colombia  | 1967      |
| Defensor Arica               | Perú      | 1967      |
| San Lorenzo de Mar del Plata | Argentina | 1968      |